# Askville
Askvilleはかつて存在したユーザー主導の調査サイト。Amazon.comによって2006年12月8日に公開されたが、2013年10月25日に閉鎖された。

## 歴史
Askvilleは元投資銀行員でKozmo.com(2001年に閉鎖)の共同創設者でもあった韓国系アメリカ人のジョセフ・パークとアマゾンの出資を受けた共同で創設された。
Google Answers (2002–2006)とは異なり、Askvilleはパソコンゲームの様にデザインされた。ユーザーは特定のトピックに対する自身の答えが良いかどうかで「経験値」を得たり失ったりした。ユーザーは質問したり質問に答えたり、他人の答えの価値に投票したりすることで「クエスト金貨」を受け取れた。これらのコインはAskvilleストアでアイテムに換えることが出来た。
他のQ&Aサイトとは異なる点としてAskvilleは情報サイトと同様に社会コミュニティを進化させた。主に議論掲示板によるものであり「Askvillan」が独立した質問に対して長い白熱した議論を行った。質問によって議論が引き起こされるが、議論はしばしば彼ら自身の人格を帯びたものになった。「経験値」や「クエスト金貨」は議論では稼げないが、多くのAskvillansが意見の交換や、言い争い、特にそこで培われる友情を重視していた。

多くのユーザーが制作した様々な種類の話題についての質問があった。事実や意見質問に回答することに加えて、メンバーは幼少時に読んだ本の特定や特別なレシピを見つけるのを手伝うことが出来た。
2008年8月、Askvilleのメンバーコミュニティは節度の欠如とAskville運営の参加について不満を述べた。Askvilleは不満に応答し、ユーザーフィードバックの追跡と操作を行うコミュニティマネージャーを任命し、サイトの運営はより自社の方針を効果的に強化する約束をした。投票システムは匿名投票の追加を含む大幅な改定を受けた。
2008年12月にアマゾンはAskvilleへの追加が予定されていた機能「work on Questville」を無期限延期すると発表した。2011年にアマゾンはQuestvilleの商標を新規に出願し、Questvilleブログを再始動させた。

7周年近くになった2012年３月23日、スタッフは営業戦略の変更により2012年4月の初旬でAskvilleのボーナス質問がAmazon Mechanical Turkに提供されなくなると発表した。2012年の4月13日にAskvilleのスタッフは「Askvilleチームからのお別れ」を投稿した。
2013年10月25日"askville.com"のサイトは閉鎖された。Askvilleの歴史的なコンテンツはaskville.amazon.comで2016年初頭までアクセス可能だった。

## Askvilleアワード
Askvilleは2009年4月にAskvilleアワードを立ち上げた。これらの賞はAskvilleが長年活動しているメンバーや意欲のある新規メンバーを表彰する試みだった。「ベテラン賞」や「オリエンテーション賞」を含むいくつかの賞が存在した。以前はAskvilleに一年以上いるメンバー向けだったが、その後サイトの新規メンバーも対象になった。アワードは全てのメンバーの公開プロフィールに現れた。